# Вандана Сінг
Вандана Сінг (англ. Vandana Singh) — індійська письменниця-фантаст. В даний час вона працює на посаді доцента та завідувача кафедри фізики і природознавства Державного університету в місті Фремінгем у штаті Массачусетс.
.

## Твори

### Фантастика
- Жінка, яка думала, що вона була Планетою та інші оповідання (англ. The Woman Who Thought She Was A Planet and other stories;ISBN 9788189884048). Книга включає два раніше неопублікованих оповідання: «Закони збереження» і «Нескінченності» (березень 2009 р.)
- «Кімната на даху» в хрестоматії Поліфонія (вересень 2002 р.)
- «Жінка, яка думала, що вона була планетою» у хрестоматії «Батут» (англ. Trampoline; серпень 2003 р.)
- «Дружина» в хрестоматії «Поліфонія» (Том 3): Зібрані в «Кращі фантазії та жахи року» (17)
- «Три казки з річки Неба: міфи для віку зірки» в книзі «Дивні горизонти» (2004)

Почесна згадка в номінаціях «Найкраща наукова фантастика року» (22) та «Найкраща фантастика та жахи року» (18)
- «Делі» в альманасі «Так давно мріяв» (травень 2004 р.): Зібрані у «Найкраща наукова фантастика року» (22)
- «Спрага» в 3-й Альтернативі (зима 2004)

Лонг-лист Британської премії Фентезі: Почесна згадка в номінаціях «Найкраща наукова фантастику року» (22) та "Найкращі фентезі та жахи року (18).
Зібрані в антології «Внутрішня лінія: історії індійських жінок»
- «Тетраедр» в Інтернова (2005)

Номінована на премії Карла Брандона «Parallax» Почесна згадка в номінації «Найкраща наукова фантастики року» (23)
- «Вхід у вікно» («The Sign in the Window») в книзі серії «Скажений транзит» (Rabid Transit; травень 2005 р.)
- «Голод» в антологічному інтерв'ю (квітень 2007 р.)
- «Life-pod» у Фонді — Міжнародний огляд наукової фантастики (серпень 2007 р.)
- «Любов та інші монстри» — новела, опублікована в серії розмовних пісень «Акведук» (жовтень 2007 р.)
- «Oblivion: A Journey» в антології Clockwork Phoenix (літо 2008 р.)

Зібрані у Best SF 2014 року.

### Дитяча фантастика
- Молодець приїжджає до міста (березень 2004 року)
- Молодець в Гімалаях

### Поезія
- «Портрет художника» у книзі  «Дивні горизонти» (2003): Друге місце в 2004 р. Премія Різлінга за спекулятивну поезію, категорія «Довга поема»)
- «Склади старого знання» в антології «Міфік» (англ. Mythic; 2006 р.)
- «Вибір листя» в антології «Міфік» (англ. Mythic; 2006 р.)